# Boerenpsalm (film)
Boerenpsalm is een Vlaamse film uit 1989, geregisseerd door Roland Verhavert. Het is een verfilming van het boek Boerenpsalm van Felix Timmermans.
De filmmuziek werd gecomponeerd door Dirk Brossé, Frank Van Mechelen was actief als assistent-regisseur.

## Rolverdeling
| Acteur              | Personage            |
| ------------------- | -------------------- |
| Ronny Waterschoot   | Wortel               |
| Magda Lesage        | Fien                 |
| Christel Domen      | Frisine              |
| Jef Burm            | pastoor              |
| Sabine De Volder    | Amelieke             |
| Erik Goossens       | Fons                 |
| Jos Van Gorp        | commissaris          |
| Gerda Marchand      | weduwe               |
| Jacky Morel         | Ossekop              |
| Ugo Prinsen         | Franelle             |
| Alice Toen          | vroedvrouw           |
| Jan Van Dyke        | pater                |
| Karen Van Parijs    | Amelie               |
| Yvonne Verbeeck     | stekjesverkoopster   |
| Matteo Simoni       | pasgeboren Baby      |
| Jan Steen           | jongen op begrafenis |
| Bert André          |                      |
| Ludo Busschots      |                      |
| Rudi Delhem         |                      |
| Jeanine Schevernels |                      |